# Marianopoli
Marianopoli é uma comuna italiana da região da Sicília, província de Caltanissetta, com cerca de 2.360 habitantes. Estende-se por uma área de 12 km², tendo uma densidade populacional de 197 hab/km². Faz fronteira com Caltanissetta, Mussomeli, Petralia Sottana (PA), Villalba.

## Demografia
| Variação demográfica do município entre 1861 e 2011                               |
|                                                                                   |
| Fonte: Istituto Nazionale di Statistica (ISTAT) - Elaboração gráfica da Wikipedia |